# Laughton (East Sussex)
Laughton – wieś w Anglii, w hrabstwie East Sussex, w dystrykcie Wealden. Leży 70 km na południe od Londynu. W 2007 miejscowość liczyła 585 mieszkańców.